# Hieron I. von Syrakus
Hieron I. (altgriechisch Ἱέρων Hiérōn, lateinisch Hiero; † 466 oder 467 v. Chr. in Catana) aus der Familie der Deinomeniden war Tyrann von Gela und von Syrakus.
485 v. Chr. wurde Hieron Tyrann von Gela, 478 v. Chr. folgte er seinem Bruder Gelon von Syrakus als Tyrann von Syrakus nach. Hieron war ein machtbewusster Politiker und Militär. Er schloss ein Bündnis mit Akragas (Agrigent) und vereinte fast ganz Sizilien. Er griff auch in die politischen Auseinandersetzungen in Unteritalien ein, wo er die Interessen der Lokrer gegen Anaxilaos, den Tyrannen von Rhegion unterstützte. Er schlug 474 v. Chr. gemeinsam mit Aristodemos von Kyme (Cumae) die Etrusker in der Seeschlacht von Cumae und unterband damit ihre Expansion in diesen Raum.
Er nahm 476 v. Chr. erfolgreich an den Olympischen Spielen in Olympia (Griechenland) teil und siegte in der Disziplin Wagenrennen. 472 v. Chr. besiegte er Thrasydaios, Herrscher über Akragas, und machte die Stadt von Syrakus abhängig.
Hieron I. gründete mehrere syrakusanische Kolonien, siedelte die Einwohner von Naxos und Catana in Lentini an, und bevölkerte Catana (das er Aetna nannte) mit Dorern. Hieron I. ging auch als Förderer der griechischen Kultur in Syrakus in die Geschichte ein. So zog er Dichter, wie Epicharmus, Simonides, Äschylos, Bacchylides und Pindar an seinen Hof.
Hieron starb 466 oder 467 v. Chr. und vererbte sein Reich an seinen Bruder Thrasybulos.